# Балаев, Гамбар Байрамович
Гамбар Байрамович Балаев (азерб. Qənbər Bayramoviç Balayev; род. 15 ноября 1928, Бакинский уезд) — советский азербайджанский железнодорожник, Герой Социалистического Труда (1974).

## Биография
Родился 15 ноября 1928 года в селе Кала Бакинского уезда Азербайджанской ССР (ныне пгт Кала в Хазарском районе города Баку).
С 1945 года котельщик, с 1959 года бригадир котельщиков, позже старший мастер Бакинского вагоноремонтного завода имени Октябрьской революции. Бригада, возглавляемая Балаевым одна из первых досрочно выполнила план 1973 и 1974 годов и IX пятилетки к маю 1974 года.
Указом Президиума Верховного Совета СССР от 16 января 1974 года за выдающиеся успехи в выполнении и перевыполнении планов 1973 года и принятых социалистических обязательств Балаеву Гамбару Байрамовичу присвоено звание Героя Социалистического Труда с вручением ордена Ленина и золотой медали «Серп и Молот».
Активно участвовал в общественной жизни Азербайджана. Член КПСС с 1955 года. Депутат Верховного Совета Азербайджанской ССР 7-го и 8-го созыва. Делегат XXVI и XXX съезда КП Азербайджана.